# Ben Whitted
Ben Whitted (auch Ben Whittet; * um 1900; † nach 1943) war ein US-amerikanischer Jazz-Musiker (Klarinette, Altsaxophon).

## Leben
Whitted arbeitete zwischen 1921 und 1943 bei Sidney De Paris, Charlie Johnson, Jabbo Smith, Clarence Williams (1927), Eubie Blake (1931), Fats Waller (1934) sowie als Begleitmusiker für die Sängerinnen Mary Stafford (1921), Bessie Brown, Clara Smith, Sister Rosetta Tharpe und Edith Wilson. Im Bereich des Jazz wirkte Ben Whitted in dieser Zeit bei 18 Aufnahmesessions mit, außer den Genannten mit Katherine Henderson und zuletzt 1943 bei Noble Sissle. Benny Waters, der ebenfalls bei Charlie Johnson spielte, lebte in dieser Zeit bei Whitted.